# Исторические записки (журнал)
Истори́ческие запи́ски — советский и российский исторический журнал, публикующий научно-исследовательские статьи и сообщения. Издавался с 1937 года до 1968 года Институтом истории АН СССР, с 1968 до 1992 года Институтом истории СССР АН СССР, возобновлено в 1995 году, ныне издаваемый в настоящее время Отделением историко-филологических наук РАН.

## Ответственные редакторы
- акад. Н. М. Лукин (1937—1938)
- акад. Б. Д. Греков (1938—1953)
- д.и.н. А. Л. Сидоров (1954—1966)
- к.и.н. Г. М. Деренковский (1967—1968, и. о.)
- акад. А. М. Самсонов (1969—1992)
- акад. И. Д. Ковальченко (1993—1995)
- акад. Г. Н. Севостьянов (1996—1999)
- акад. Б. В. Ананьич (2000—2015)
- акад. Е. И. Пивовар (с 2016)